# Cyrtopogon kozlovi
Cyrtopogon kozlovi är en tvåvingeart som beskrevs av Pavel Lehr 1998. Cyrtopogon kozlovi ingår i släktet Cyrtopogon och familjen rovflugor. Inga underarter finns listade i Catalogue of Life.